# Puerto Tejada
Puerto Tejada es uno de los 42 municipios del departamento de Cauca, Colombia. Está localizado en la Provincia Norte; Además, hace parte del Área metropolitana del Suroccidente de Colombia.

## División Político-Administrativa
Además de su Cabecera municipal. Puerto Tejada tiene bajo su jurisdicción los centros poblados:
- Bocas del Palo
- La Serafina
- Ciudad Sur
- Guengue
- Las Brisas
- Los Bancos
- San Carlos
- Vuelta Larga
- Zanjón Rico

## Historia
Fundada el 17 de septiembre de 1897 por el general Manuel Tejada Sánchez, de quien toma su nombre.

## Límites comunitarios
- Norte: Municipios de Santiago de Cali y Candelaria.
- Sur: Municipios de Caloto y Villarrica
- Occidente: Municipios de Villarrica y Jamundí.
- Oriente: Municipios de Miranda y Padilla.

## Servicios públicos
- Energía Eléctrica: Compañía Energética de Occidente, es la empresa prestadora del servicio de energía eléctrica.
- Gas Natural: Gases de Occidente, es la empresa distribuidora y comercializadora de gas natural en el municipio.